# تیم ملی بسکتبال مولداوی
تیم ملی بسکتبال مولداوی ، نماینده مولداوی در مسابقات بین‌المللی بسکتبال است. و توسط فدراسیون بسکتبال مولداوی اداره می شود.
این تیم تاکنون دو نشان نقره در بخش مردان (در سال های ۲۰۰۸ و ۲۰۱۲) و دو نشان برنز برای بانوان (در سال های ۲۰۰۶ و ۲۰۱۶) در مسابقات بسکتبال قهرمانی اروپا برای کشورهای کوچک کسب کرده اند.